# 赵炳 (元朝)
赵炳（1222年—1280年），字彦明，元朝惠州滦阳县（今河北迁西县西北）人。
父亲赵弘曾为征行兵马都元帅。赵炳以世家子弟，事奉忽必烈于藩府。蒙哥汗时，忽必烈驻营桓州（今内蒙古正蓝旗）、抚州（今河北张北县）之间，以赵炳为抚州长官。城邑规制，为之一新。世祖中统元年（1260年），任北京等路宣抚副使。中统三年（1262年）参与平定李璮之役。升刑部侍郎、兼中书省断事官，用法不循情。历任枢密院断事官、济南路总管。后为辽东提刑按察使，豪猾屏迹。后参与讨平六盘守者之乱。至元九年（1272年），授京兆路总管兼府尹，安西王府吏卒不敢为非。至元十四年（1277年）加镇国上将军、安西王相。至元十六年（1279年），兼陕西五路、西蜀、四川课程屯田事。他在忽必烈面前揭露运使郭琮、郎中郭叔云窃弄威柄的情况。当他派人去巡察郭琮时，被郭琮假借安西王忙哥剌旨意，诬陷有罪，妻儿被囚。使者被灌以酒醉，至元十七年（1280年）三月，郭琮假称嗣王之旨，派人到平凉狱中将他毒死。六月，平反昭雪。追赠中书左丞，谥忠愍。